# Мраморна регија
Мраморна регија (тур. Marmara Bölgesi) је једна од седам географских регија Турске.

## Географске карактеристике
Регија се простире на северозападу земље, на два континента, Азији и Европи, и дуж обала три мора, Мраморног по којем је добила име, Егејског и Црног.
Са запада граничи се са Грчком, са севера са Бугарском, са југа са Егејском регијом, са истока са Црноморском регијом и са југоистока са Средишњом Анадолијом.
Мраморна регија има површину од 73.027,57 km² и укопно 22.743.453 становника. Иако је територијално најмања (то је свега 8,6% турске територије), она је економски најразвијенија, па је и најгушће насељена регија јер ту живи чак 30% свих становника Турске.

## Покрајине Мраморне регије
Мраморна регија је административно подељена на 11 покрајина.
- Покрајина Баликесир
- Покрајина Билеџик
- Покрајина Бурса
- Покрајина Чанакале
- Покрајина Једрене
- Покрајина Истанбул
- Покрајина Киркларели
- Покрајина Коџаели
- Покрајина Сакарија
- Покрајина Текирдаг
- Покрајина Јалова